# Clube Atlético Carlos Renaux
El CA Carlos Renaux es un equipo de fútbol de Brasil que jugó en el Campeonato Catarinense, la liga de fútbol regional más importante del Estado de Santa Catarina.

## Historia
Fue fundado el 14 de septiembre de 1913 en la ciudad de Brusque, Santa Catarina con el nombre SC Brusquense, y el nombre lo conservó hasta el 14 de marzo de 1944 cuando lo cambió por el de CA Carlos Renaux.
Su mayor época fue a inicios de la década de los años 1950s, en donde consiguió dos títulos del Campeonato Catarinense, y formó parte de la liga hasta el 12 de diciembre de 1987 cuando se fusionó con el Clube Esportivo Paysandu para crear al Brusque FC.

## Palmarés
- Campeonato Catarinense: 2

1950, 1953